# Karl von Schoch

Karl von Schoch

Karl Philipp Ludwig Schoch, seit 1915 Ritter von Schoch (* 5. August 1863 in Nürnberg; † 10. Oktober 1940 in Berlin) war ein bayerischer Generalleutnant sowie Politiker (DVP).

## Leben

### Herkunft
Sein Urgroßvater war der zum Tod verurteilte Schweizer Revolutionär Johann Felix Schoch (1768–1817), sein Großvater der Verwalter des Militärfohlenhofs Steingaden Johann Erhard Schoch (1788–1839). Er war der jüngste Sohn von Karl Wilhelm Schoch (1821–1868), Oberst im bayerischen Generalstab, und von dessen Ehefrau Marie, geborene Heymann aus Nürnberg. Seine Brüder Gustav, Albert und Emil waren ebenfalls Generäle der Bayerischen Armee.

### Militärkarriere
Nach dem Besuch des humanistischen Max-Gymnasiums in München trat Schoch am 1. Oktober 1882 als Dreijährig-Freiwilliger und Offiziers-Aspirant in das 1. Infanterie-Regiment der Bayerischen Armee ein. 1885 wurde er als Leutnant in das 2. Infanterie-Regiment aufgenommen. Seine weitere Ausbildung führte ihn 1894/97 an die Kriegsakademie, die ihm die Qualifikation für den Generalstab und das Lehrfach aussprach. Im Anschluss daran war Schoch als Hilfslehrer an der Kriegsschule München tätig. Seit September 1899 Hauptmann, wurde er im gleichen Jahr zur Zentralstelle des Generalstabs versetzt, bevor er 1900 zum Generalstab des I. Armee-Korps kam. 1902 kehrte Schoch als Kompaniechef für ein Jahr zum 2. Infanterie-Regiment zurück und erhielt anschließend eine Stelle im Generalstabs-Referat des Kriegsministeriums.
1906 kommandierte man Schoch – am 20. August 1905 zum Major befördert – in den Großen Generalstab in Berlin, dem er bis 1908 angehörte. Gleichzeitig war Schoch außeretatmäßiges Mitglied des bayerischen Senats beim Reichsmilitärgericht. In den Jahren 1909 bis 1911 amtierte er als Direktor der Bayerischen Kriegsakademie. Weitere Beförderungsstufen, die er in diesen Jahren erreichte, waren die Ernennungen zum Oberstleutnant im Oktober 1908 und zum Oberst am 15. Oktober 1910, sowie ein Jahr später die Ernennung zum Kommandeur des 7. Infanterie-Regiments „Prinz Leopold“ in Bayreuth. Nachfolger als Direktor wurde sein Bruder, Oberst Albert von Schoch.
Am Ersten Weltkrieg nahm Schoch, der am 7. Januar 1914 zum Generalmajor befördert worden war, ab August 1914 als Kommandeur der 4. Infanterie-Brigade teil. Am 26. August 1914 wurde er für die Unterstützung einer preußischen Division an der Westfront mit dem Militär-Max-Joseph-Orden ausgezeichnet. Er durfte sich aufgrund der damit verbundenen Verleihung des persönlichen Adels ab 1. Februar 1915 Ritter von Schoch nennen. 1915 nahm er als Kommandeur des 21. Infanterie-Brigade (Division Kneutzel) am Durchbruch von Gorlice, der Wiedereroberung von Przemyśl, dem Donau-Übergang bei Cemessziget und am Serbischen Feldzug dieses Jahres teil. 1916 war er an der Erstürmung des Waldes von Avocourt bei Verdun beteiligt, wobei er schwer erkrankte. 1917 wurde er zum Generalleutnant und Etappen-Inspekteur der Armeeabteilung A berufen. Im Oktober 1917 erfolgte seiner Ernennung zum Kommandeur der Ersatz-Division. Im Januar 1918 wurde er mit der Führung der 3. Infanterie-Division betraut, mit der er im Juni 1918 an der Erstürmung des Piemont und des Chiescourt-Waldes bei Noyon teilnahm.
Am 29. Januar 1919 wurde Schoch zur Disposition gestellt und auf eigenen Wunsch aus der Armee entlassen.

### Zivilleben
Noch im selben Jahr trat er in die neugegründete Deutsche Volkspartei (DVP) ein. Von Juni 1920 bis Mai 1924 saß er auf Reichswahlvorschlag seiner Partei im ersten Reichstag der Weimarer Republik.
1922 übernahm Schoch den Vorsitz der DVP in Bayern.
Seit dem Januar 1919 war Schoch Mitglied im Vorstand des Landesverbandes Bayern des Deutschen Offiziers-Bundes tätig. Außerdem leitete er bis zu seinem Tod 1940 den Münchener Delbrück-Kreis.

### Familie
Schoch hatte sich am 13. September 1897 in Aschaffenburg mit Mathilde Bohn verheiratet, mit der er einen Sohn hatte. In zweiter Ehe heiratete Schoch am 23. Oktober 1919 in München Elisabeth verwitwete Schirmer, geborene Keller.

### Auszeichnungen
Neben dem Militär-Max-Joseph-Orden erhielt Schoch die folgenden Auszeichnungen:
- Eisernes Kreuz (1914) II. und I. Klasse
- Großkomtur des Militärverdienstorden
- Roter Adlerorden II. Klasse mit Schwertern im Jahre 1916
- Ritterkreuz des Verdienstordens der Bayerischen Krone
- Kommentur I. Klasse des Friedrichs-Ordens
- Ungarisches Militärverdienstkreuz II. Klasse im September 1916
- Eiserner Halbmond

## Schriften
- Stresemann zum Gedächtnis. 1930.
- Hindenburg, der Vater des Vaterlandes. Lübeck 1932, illustrierte Ausgabe Berlin 1934.